# Reliance, South Dakota
Reliance är en ort i Lyman County i delstaten South Dakota, USA.